# バウンティ号の反乱

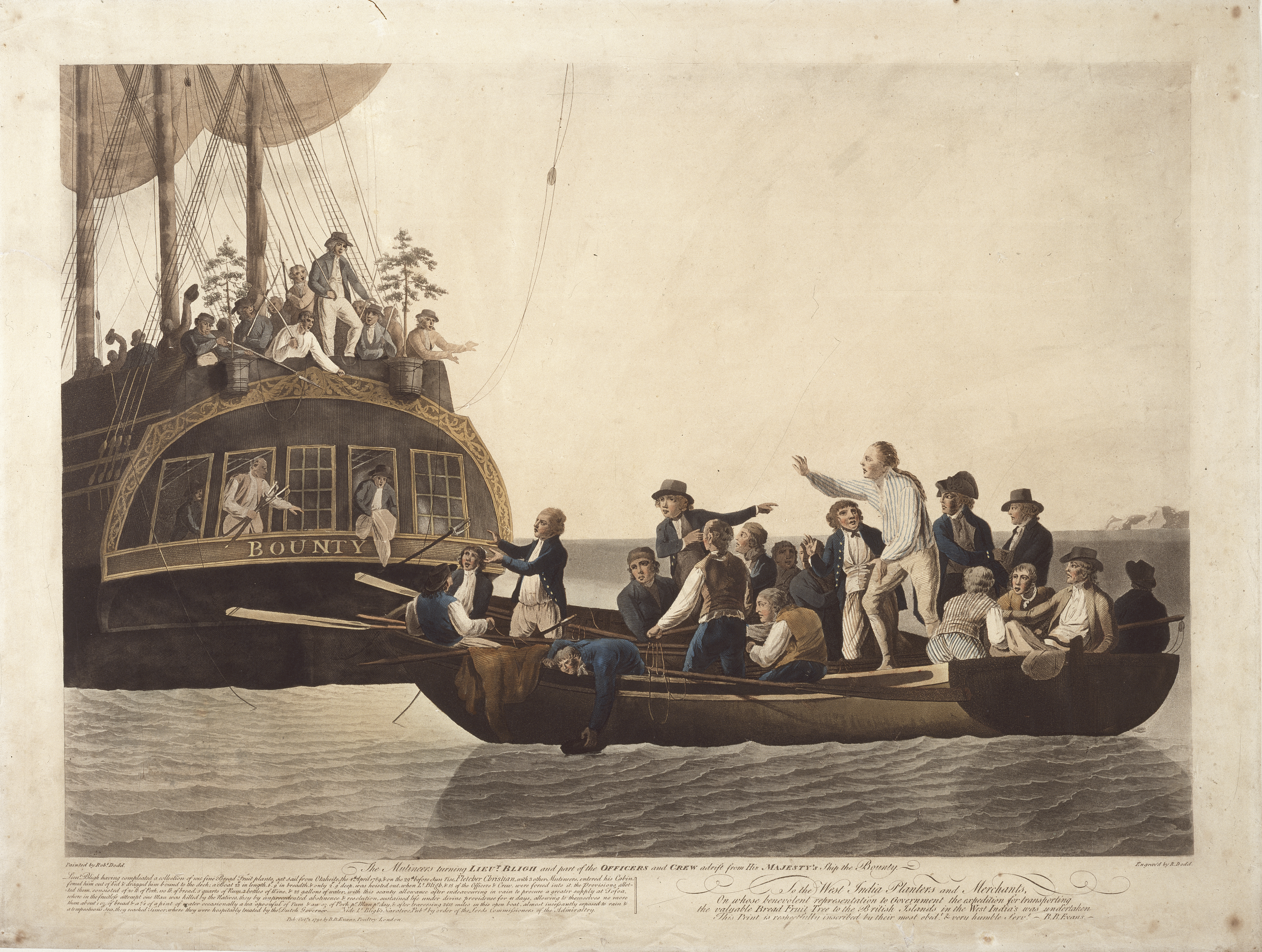
「ブライ海尉と士卒の一部を「バウンティ」から追放する反乱者たち（1789年4月29日）」ロバート・ドッド画

バウンティ号の反乱（バウンティごうのはんらん、Mutiny on the Bounty）は、18世紀末にイギリス海軍の武装船バウンティで起きた艦長に対する反乱事件。当時の話題となり、その後多くの文学作品、映画などを生んだ。

## 背景
バウンティ号は、タヒチ島から奴隷用の食料品としてパンノキを西インド諸島に運ぶ任務のために、英国海軍が貨物船を買い上げて臨時の軍艦とした徴用船で、小型の船舶であった。したがって、映画の題名などで用いられる「戦艦」という呼称は適切ではない。
乗組員は唯一の士官である艦長ウィリアム・ブライと上級准士官3人・准士官11人・士官候補生6人・下士官14人・水兵11人の計46人だった。ブライは33歳で、以前にジェームズ・クック船長指揮下のレゾリューション号の航海長を務め、その後商船の乗務員として航海しており、この海域に関して経験豊かだったが、艦長になるのは初めてだった。
1787年12月23日にイギリスのポーツマス港を出航、当初は南米ホーン岬を回って太平洋を航行する計画だったが、天候不順のため計画を変更し、喜望峰を周ってインド洋に出て、1788年10月26日にタヒチ島に到着した。航海中にブライは航海長のジョン・フライアを降格し、航海士（上級准士官）の1人フレッチャー・クリスチャンを海尉心得に抜擢している。
1789年4月までパンノキやその他の植物を搭載するためにタヒチ島に滞在し、その期間中、クリスチャンはタヒチの女性と結婚し、多くの船員も現地生活を楽しんだ。3人の船員が脱走の罪で逮捕され、鞭打ち刑を受けた。

## 反乱

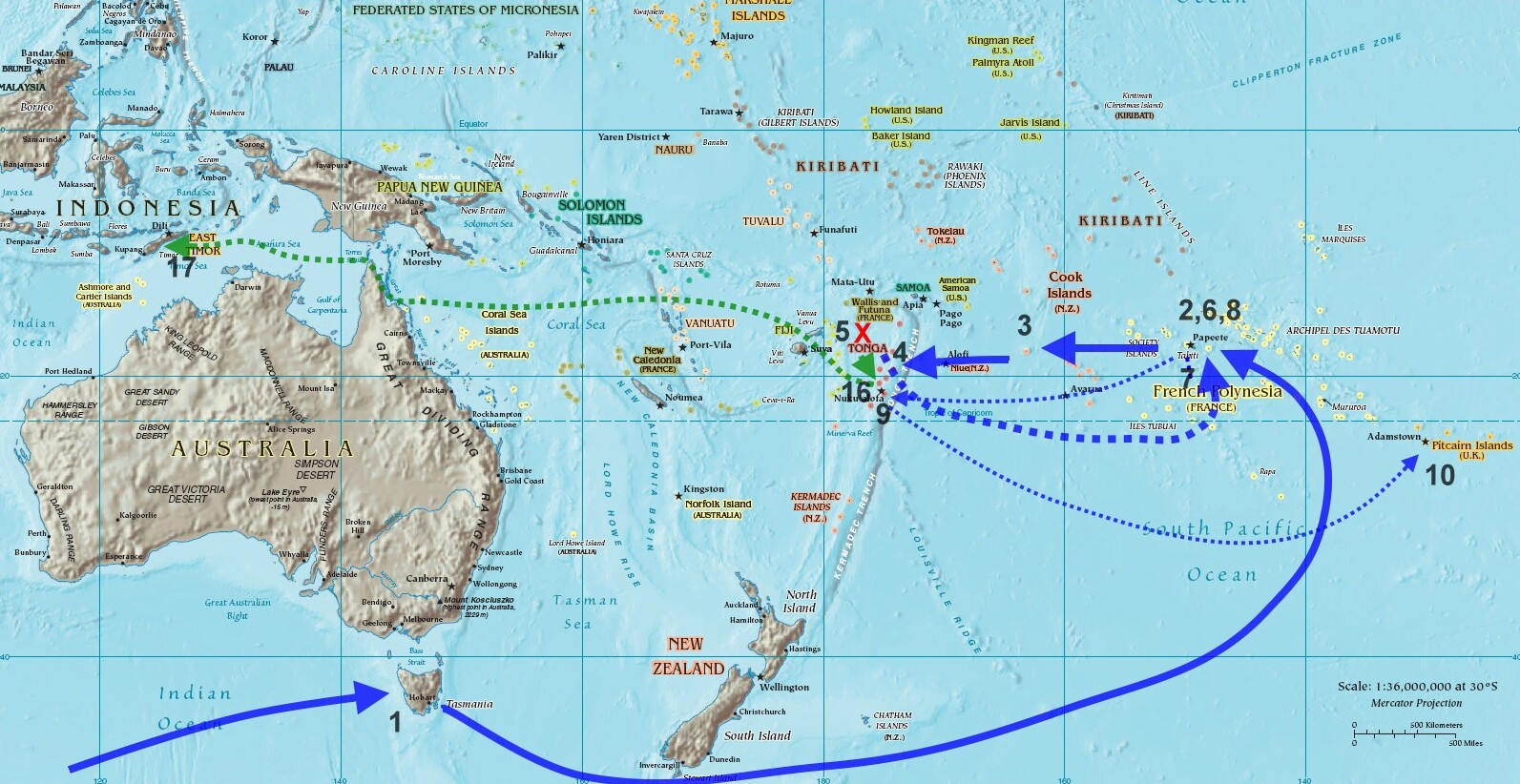
バウンティ号とその乗組員の辿った航跡

1789年4月4日にタヒチ島を出航し、喜望峰経由で西インド諸島を目指すため西に向かったが、4月28日にトンガのフレンドリー諸島で反乱が起きた。ブライは、生涯で3回の反乱の犠牲になるが、部下を侮辱する横暴な指揮官だった。途中の死亡者を除き、当時の乗組員44人のうち反乱者はクリスチャン以下12人だった。ブライ艦長以下19人は救命艇に乗せられて追放され、非反乱者のうち13人は船に残された。
ブライの指揮する救命艇は、その卓越した航海術により、ニューギニア島とオーストラリア大陸の間の難所トレス海峡を通り、およ3,600マイルの航海を経て、1789年6月14日にティモール島にたどり着いた。
一方、反乱者を乗せたバウンティ号は トゥブアイ諸島に3ヶ月滞在したが、その後タヒチ島へ向かった。16人の船員がタヒチ島に残り、クリスチャンと8人の反乱者はタヒチ島の現地人（男6人、女11人、赤子1人）を乗せて、フィジー、クック諸島を経て、1790年1月15日にイギリスの海図に載っていないピトケアン島にたどり着いた。クリスチャンらはバウンティ号を解体し、その資材を利用して島での生活を始めた。
なお、タヒチ人の中には自ら志願してバウンティ号に乗り込んだ者のほかに、誘拐同然に連れ去られた者もいた。

## 反乱の鎮圧
1790年3月15日にブライたちはイギリスに戻り、反乱を報告した。1790年11月にフリゲート艦パンドラ号（エドワード・エドワーズ艦長）がバウンティ号の捜索のために出航した。1791年3月にパンドラ号はタヒチ島に到着し、14人の元バウンティ号乗組員（大部分は非反乱者）を逮捕、ブライよりもはるかに過酷な取り扱いをした。パンドラ号はその後もバウンティ号の捜索を続けたが、8月30日にグレート・バリア・リーフの近くで、暗礁に乗り上げ沈没し、ピトケアン諸島に渡った反乱者たちを見つけることはできなかった。この沈没で31人の船員と4人の囚人が死に、残った89人の船員と10人の囚人が、1792年にイギリスに戻った。10人のうち、4人が無罪、2人が有罪だが恩赦、1人が法的手続の問題で釈放され、3人が絞首刑になった。
ブライも軍法会議にかけられたが、無罪となり、職務に復帰した。彼の経歴は傷つかず、すぐに別の船プロビデンス号の艦長として、1791年に同様の任務を行い、無事成功した。しかし後に、総督として赴任したオーストラリアで現地の有力者と対立し、配下の治安部隊に反乱を起こされ軟禁されてしまう事件（ラム酒の反乱）を引き起こす。2度目の反乱勃発とあってはさすがに擁護もされず、有罪こそ免れたものの退役同然の扱いとなり、後に提督（中将）にまで昇進はするものの、事件以後は逼塞状態で余生を過ごした。

## 原因
反乱の原因は諸説ありはっきりしていない。ブライ艦長は部下の扱いが苛酷で人望がなかったとも言われるが、彼の行った処罰は当時の平均と比べて厳しくはなかったという見方もある。パンノキ輸送のために船員の居住空間が犠牲にされたので、航海中の生活環境は劣悪であったが、タヒチ島では快適な暮らしを送ったため、船員の不満が起こりやすかったことも原因の1つと考えられている。
また、反乱が成功した要因としては、クリスチャンが多くの船員の人望を得ていたこと、上級士官の数が少なかったこと、海兵隊を乗船させていなかったことが挙げられる。ブライはその後の航海で、上級士官数を増やし海兵隊員を乗せている。

## その後のピトケアン諸島
1808年1月にアメリカ船トパーズ号がピトケアン諸島にやってきた時、バウンティ号の乗組員は水夫ジョン・アダムスのみが唯一生き残っていた。トパーズ号のメイヒュー・フォルジャー船長はクリスチャンの息子サースディ・オクトバー・クリスチャンの案内で、アダムスのほかに子供二十数名、ポリネシア人女性10名がピトケアン島で暮らしていることを知った。その他の反乱者はタヒチ人との衝突で大半が相打ちとなり、数少ない生存者も病気、自殺、喧嘩などにより既に死亡し、生き残ったのはアダムスと女性や子供だけであった。クリスチャンも衝突で殺されたと言われている（アダムスは恩赦となり、1829年に島で死亡した）。
1838年、ピトケアン諸島はイギリス領となって、現在まで続いている。バウンティ号が解体された場所はバウンティ湾と名づけられ、現在でもその残骸が残っている。1831年に300人近くの人口に増えるが小さな島で食料や土地問題を抱えたのでイギリス政府は一時、島民をタヒチ島に移住させた。しかし、慣れないタヒチ島での生活にピトケアン島に戻りたいという者がほとんどであり、島民は再び故郷のピトケアン島に戻った。
しかし、その後、島民はジョシュア・ヒルというアメリカ生まれの成り上がりのよそ者に苦しめられることになる。ヒルはマウイ島に移住しようとしたとき、移住をマウイ島の知事に断られた。その後、タヒチ島に渡り、ピトケアン島のことを知った。彼はイギリス政府によって派遣された要人だと嘘をつき、ピトケアン島に渡って島を統治しようとしていた。独裁的な支配者気取りであるヒルの専制政治に異を唱えていた1823年からピトケアン島で教師活動をしていたジョン・バフェットと19歳のジョン・エヴァンス、そして1828年から島で宣教活動をしていた牧師のジョージ・フン・ノブスの3人のイギリス人に対して鞭打ちの刑を科したりした。さらに島民に対しても自身のやり方に逆らう者を鞭打ちにしたりしていた。島民が、通りすがりのイギリス船に、自分たちを暴君ヒルから解放してほしいと訴えていた。1837年に島から追放されるまでの6年間、ヒルはピトケアン島に居続けた。
1856年に再び島民は島での人口増加の問題で、194人余りがイギリス政府により、無人島だったノーフォーク島に移住した。ピトケアン島より大きく住みやすかったので、ノーフォーク島にとどまる者も大勢いたが、何人かはピトケアン島への帰還を求め島に戻った。
1937年にはバウンティ号の船員とタヒチ人の子孫233人が住んでいたが、その後、ニュージーランド、ノーフォーク島等に移民し、現在は47人しか残っていない。ピトケアン島の前村長、スティーブ・クリスチャンはフレッチャー・クリスチャンの子孫である。
2004年9月に女児に対する性的虐待の容疑で7人の島民が起訴されるピトケアン諸島少女性的暴行事件で再び注目を集めた。

## 航海の詳細

### 航海記録

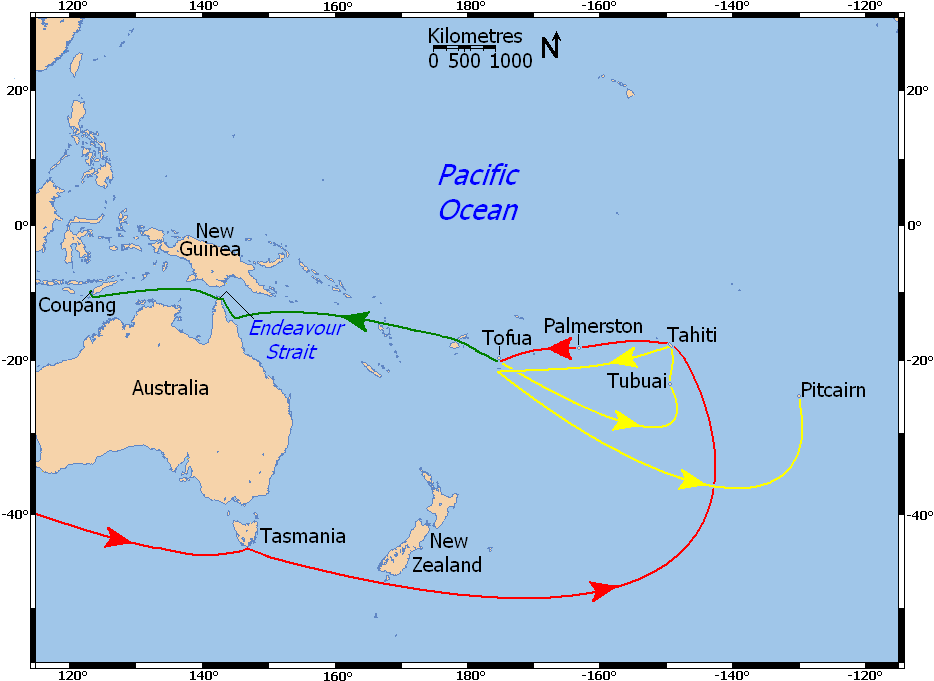
バウンティ号の太平洋上の地図1788年-1790年
バウンティ号のタヒチ往復航路と反乱の地点（1789年4月28日）
クリスチャンの指揮下での反乱後のバウンティ号の航路
ブライの指揮下でのクパンまでの小型船の航路

バウンティ号の航海記録は詳細なものが現代に残っているが、これは主に航海中から船を追放された後も記録を続けたウィリアム・ブライの努力によるところが大きい。
バウンティ号の航海記録はブライが船を追放されて以降の漂流中も大切に保存されつつ記録がつけ続けられ、バウンティ号の喪失に関する彼の責任を問う裁判、および捕縛された反乱者たちへの裁判において重要な証拠として採用された。この記録原本は現在オーストラリアのニューサウスウェールズ州立図書館に保存されており、印刷物および電子版で閲覧可能である。
| 航海記録 | 航海記録 | 航海記録                                                                                          |
| --- | -------- | ------------------------------------------------------------------------------------------------- |
| 1787年 | 8月16日  | ウィリアム・ブライ、タヒチ島へのパンノキ採集遠征の指揮官に任じられる。                            |
| | 9月3日   | 「バウンティ」、デトフォードの乾ドックを出渠。                                                    |
| | 10月4日  | 「バウンティ」、ロング・リーチの弾薬補給施設に移動し、武器・弾薬の積み込みを行う。（ - 10月12日） |
| | 10月15日 | スピットヘッドに移動し、残る乗組員の搭乗と食料・衣料品等の積み込み。（ - 11月4日）                |
| | 11月29日 | ワイト島セントヘレンズに停泊。                                                                    |
| | 12月23日 | タヒチ島へ向けて出港。イギリス領海を出る。                                                        |
| 1788年 | 1月5日   | テネリフェ島に停泊。（ - 1月10日）                                                                |
| | 2月5日   | 西経21度50分地点で赤道を通過。                                                                    |
| | 3月23日  | ティエラ・デル・フエゴに到着。                                                                    |
| | 4月9日   | マゼラン海峡に入る。                                                                              |
| | 4月25日  | ホーン岬通過を諦め、東へ転進。                                                                    |
| | 5月22日  | 喜望峰を通過。                                                                                    |
| | 5月24日  | サイモンズベイに停泊。（ - 6月29日）                                                              |
| | 7月28日  | サンポール島を通過。                                                                              |
| | 8月20日  | ヴァン・ディーメンズ・ランドに停泊。（ - 9月2日）                                                 |
| | 9月19日  | ニュージーランド南端を通過。                                                                      |
| | 10月26日 | タヒチ島に到着。                                                                                  |
| | 12月25日 | 錨泊地をフアヒネ島のオワール湾に変更。                                                            |
| 1789年 | 4月4日   | フアヒネ島を抜錨。                                                                                |
| | 4月23日  | 補給のためトンガのアナモオカ島（現・ノムカ島）の沖に停泊。（ - 4月25日）                          |
| | 4月28日  | バウンティ号の反乱発生。ウィリアム・ブライと18名の乗組員がボートでバウンティから追放される。      |
| ※以降は、バウンティ号から追放されたブライと部下たちがオランダ領東インドを経てイギリスへ帰国するまでの記録である。 |          |                                                                                                   |
| 1789年 | 4月29日  | トフアへ漂着。                                                                                    |
| | 5月2日   | 先住民の攻撃を受けトフアから逃亡。                                                                |
| | 5月28日  | ニューヘブリディーズ北の小さな島（バンクス諸島）に上陸。                                          |
| | 6月3日   | オーストラリアを目指してニューヘブリティーズを離れる。                                            |
| | 6月13日  | ティモール島に到達。                                                                              |
| | 6月14日  | ティモール島クパンに上陸。「バウンティ号の反乱」がオランダ当局に報告される。                      |
| | 8月20日  | スクーナー船でティモールを発つ。9月10日、ジャワ島パスルアン着。                                   |
| | 9月12日  | スラバヤ着。                                                                                      |
| | 9月22日  | スマラン着。                                                                                      |
| | 10月1日  | バタビア（ジャカルタ）着。                                                                        |
| | 10月16日 | オランダの郵便船「SS Vlydte」に便乗してヨーロッパに向けて出発。                                   |
| | 12月16日 | 喜望峰を通過。                                                                                    |
| 1790年 | 3月13日  | ポーツマス港に到着。                                                                              |

### 乗組員

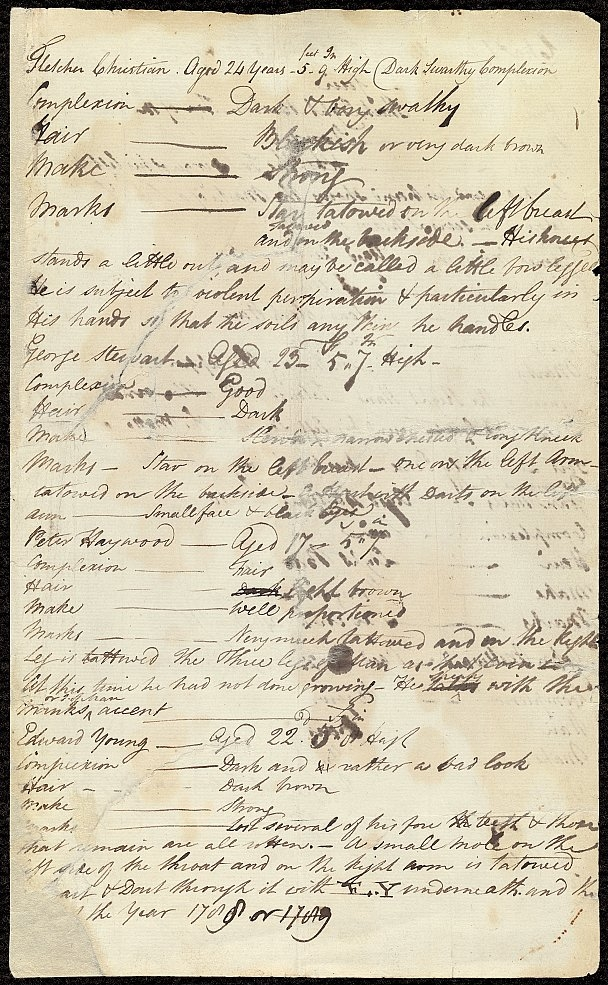
ブライが記した反乱者のリストの1ページ目。

乗組員名簿も全乗員の名前も含めて詳細に記録されており、これは乗員数が数百人を超えることもあった当時の大型艦では滅多に出来ないことであったが、バウンティの乗員数が50人以下であったことから可能となった。
| 乗組員一覧         | 乗組員一覧                     | 乗組員一覧 |
| 指揮官             | 指揮官                         | 指揮官 |
| ------------------ | ------------------------------ | --- |
|                    | ウィリアム・ブライ             | 海尉・艦指揮官。帰国後、指揮艦喪失の罪を問われ軍法会議にかけられるが無罪となる。後に青色中将まで昇進。1817年12月6日、ロンドンで死去。                                     |
| 艦を追放           |                                | |
|                    | ジョン・フライヤー             | 海尉心得・航海長。1780年帰国。1817年5月26日、ノーフォーク州ウェルス＝ネクスト＝ザ＝シーで死去。                                                                           |
|                    | ウィリアム・エルフィンストーン | 航海士。1789年10月、バタビアで死去。 |
|                    | ウィリアム・コール             | 掌帆長。1790年帰国。以後不詳。 |
|                    | ウィリアム・ペコヴァー         | 砲手長。1790年帰国。1801年まで海軍に奉職。1819年5月16日、エセックス州コルチェスターにて死去（71歳没）                                                                     |
|                    | ピーター・リンクレター         | 先任操舵手。1789年10月、バタビアで死去。 |
|                    | ジョン・ノートン               | 先任操舵手。1789年5月2日、トフアにて先住民に殺害される。 |
|                    | ローレンス・ルボーグ           | 縫帆長。帰国後、ブライの2度目のパンノキ採集航海にも参加。1795年、プリマス停泊中のフリゲート「ジェイソン」船内で死去。                                                     |
|                    | ウィリアム・パーセル           | 船医。1790年帰国。1834年5月10日、死去。 |
|                    | ジョン・ハレット               | 士官候補生。1780年帰国。1794年12月1日、ベッドフォードで病死。 |
|                    | トマス・ヘイワード             | 士官候補生。帰国後、「パンドラ」乗組員となり、タヒチでの反乱者逮捕任務に参加。1797年もしくは1798年に海難事故死したとされる。                                              |
|                    | トマス・レッドワード           | 下士官・船医助手。1789年、帰国途上に海難事故死。 |
|                    | ジョン・サミュエル             | 下士官・書記官。1780年帰国。後に海軍主計官となる。1825年以前には死亡と推定。                                                                                              |
|                    | ジョージ・シンプソン           | 操舵手。1780年帰国。1825年に死去と推定。 |
|                    | トマス・ホール                 | 料理人。1789年10月11日、熱帯病によりバタビアで死去。 |
|                    | ジョン・スミス                 | 給仕係。帰国後、ブライの2度目のパンノキ採集航海に参加。1825年に死去と推定。                                                                                               |
|                    | ロバート・ラム                 | 下士官。1789年10月11日、バタヴィアからケープタウンに向かう船中で死亡。 |
|                    | デイヴィッド・ネルソン         | 植物学者（民間人）。1789年7月20日、クパンにて死去。 |
| バウンティに残留   |                                | |
|                    | ジョゼフ・コールマン           | 准士官・武器管理担当。意に反してバウンティに残留させられ、タヒチまで連行。後にイギリス海軍に逮捕されるが裁判で無罪判決を得る。                                            |
|                    | ピーター・ヘイウッド           | 士官候補生心得。意に反してバウンティに残留させられ、タヒチまで連行。後にイギリス海軍に逮捕され裁判で死刑を宣告されるが、恩赦される。大尉まで昇進し、1831年2月10日、死去。 |
|                    | ジョージ・ステュワート         | 士官候補生心得。意に反してバウンティに残留させられ、タヒチまで連行。後にイギリス海軍に逮捕され、1791年8月29日の「パンドラ」座礁事故で溺死。                               |
|                    | ロバート・ティンクラー         | 士官候補生心得。意に反してバウンティに残留させられ、タヒチまで連行。逮捕はされずイギリスに帰国し、大尉まで昇進。1820年9月11日、ノリッジにて死去（46歳没）。               |
|                    | ジェームズ・モリソン           | 掌帆手。意に反してバウンティに残留させられ、タヒチまで連行。海軍に逮捕され死刑を宣告されるが、恩赦される。1807年、二等戦列艦「ブレニム」搭乗中に行方不明となる。          |
|                    | トマス・マッキントッシュ       | 船医助手。意に反してバウンティに残留させられ、タヒチまで連行。海軍に逮捕されるが、審理の結果、無罪となる。                                                                |
|                    | チャールズ・ノーマン           | 船医助手。意に反してバウンティに残留させられ、タヒチまで連行。海軍に逮捕されるが、審理の結果、無罪となる。                                                                |
|                    | マイケル・バーン               | 水兵。意に反してバウンティに残留させられ、タヒチまで連行。海軍に逮捕されるが、審理の結果、無罪となる。                                                                    |
| 反乱者             |                                | |
|                    | フレッチャー・クリスチャン     | 海尉心得（航海長代理）。反乱の首謀者。ピトケアン島へ逃亡後、1793年9月20日に殺害される。                                                                                   |
|                    | ヘンリー・ヒルブラント         | 准士官。タヒチで離脱。海軍に逮捕され1791年8月29日、「パンドラ」座礁事故の際に溺死。                                                                                       |
|                    | チャールズ・チャーチル         | 先任海曹。タヒチで離脱。海軍に逮捕されるが、裁判前の1790年4月、マシュー・トンプソンに殺害される。                                                                         |
|                    | ネッド・ヤング                 | 士官候補生心得。ピトケアン島へ逃亡。1800年12月25日、死亡。 |
|                    | ジョン・ウィリアムズ           | 下士官。ピトケアン島へ逃亡。1793年9月20日、殺害。 |
|                    | ジョン・ミルズ                 | 砲手。ピトケアン島へ逃亡。1793年9月20日、殺害。 |
|                    | ウィリアム・マスプラット       | 仕立係。タヒチで離脱。海軍に逮捕され死刑を宣告されるが、恩赦される。 |
|                    | リチャード・スキナー           | 理髪師。タヒチで離脱。海軍に逮捕され1791年8月29日、「パンドラ」座礁事故の際に溺死。                                                                                       |
|                    | ジョン・アダムズ               | 水兵。ピトケアン島へ逃亡。反乱者の最後の生き残りとなる。1825年に赦免を受ける。1829年に死亡。別名：アレクサンダー・スミス                                                  |
|                    | トマス・バーキット             | 水兵。タヒチで離脱。海軍に逮捕されて有罪宣告を受け、1792年10月29日にスピットヘッドにて絞首刑。                                                                            |
|                    | トマス・エリソン               | 水兵。タヒチで離脱。海軍に逮捕されて有罪宣告を受け、1792年10月29日にスピットヘッドにて絞首刑。                                                                            |
|                    | ジョン・ミルワード             | 水兵。タヒチで離脱。海軍に逮捕されて有罪宣告を受け、1792年10月29日にスピットヘッドにて絞首刑。                                                                            |
|                    | アイザック・マーティン         | 水兵。ピトケアン島へ逃亡。1793年9月20日、殺害。乗員中、唯一のアメリカ人。                                                                                                 |
|                    | ウィリアム・マッコイ           | 水兵。ピトケアン島へ逃亡。1798年4月20日、自殺。 |
|                    | マシュー・クィンタル           | 水兵。ピトケアン島へ逃亡。1799年、アダムズとヤングによって殺害（私刑）。                                                                                                  |
|                    | ジョン・サムナー               | 水兵。タヒチで離脱。海軍に逮捕され1791年8月29日、「パンドラ」座礁事故の際に溺死。                                                                                         |
|                    | マシュー・トンプソン           | 水兵。タヒチで離脱。1789年4月、チャールズ・チャーチルを殺害した罪で裁判にかけられる前に現地人に殺害される。                                                               |
|                    | ウィリアム・ブラウン           | 植物学者の助手（民間人）。ピトケアン島へ逃亡。1793年9月20日、殺害。 |
| 反乱発生以前に死亡 |                                | |
|                    | トマス・ハガン                 | 船医。1788年12月9日、タヒチにて死亡。 |
|                    | ジェームズ・ヴァレンタイン     | 水兵。1788年10月9日、タヒチにて壊血病により死亡。 |

## 映画
- 『The Mutiny of the Bounty』（1916年）
- 『In the Wake of the Bounty』（1933年）
- 『戦艦バウンティ号の叛乱』（1935年）
- 『戦艦バウンティ』（1962年）
- 『バウンティ/愛と反乱の航海』（1984年）

1933年と1935年と1962年の映画は同一の小説の映画化である。後者3作品はいずれも反乱の史実を下敷きにした映画化であるが、ブライ艦長の人物像の描写に違いが見られる。1935年と1962年の映画では暴虐な独裁者に対する正義の反乱という図式で描かれたが、史実のブライ艦長はバウンティ号を追われた後に救命艇で南太平洋を 3,000 km余りも走破し全員が生還を果たしたことが示すように、航海者・指揮官として卓越した能力を見せた人物であり、そのことは軍法会議における無罪の理由となった。メル・ギブソンが主演した1984年の映画化ではより史実に沿った描写とされ、艦長以下の登場人物にはより現実的な性格づけがなされ、反乱の理由も明確には描かれなかったため、相対的に娯楽性にやや欠ける作品となっている。